# ماریوس گریگونیس
ماریوس گریگونیس (انگلیسی: Marius Grigonis؛ زادهٔ ۲۶ آوریل ۱۹۹۴) بازیکن بسکتبال اهل لیتوانی است.
از باشگاه‌هایی که در آن بازی کرده‌است می‌توان به باشگاه بسکتبال پاناتینایکوس اشاره کرد.
وی در مسابقات کشوری و بین‌المللی در مجموع برندهٔ ۲ مدال نقره، ۱ مدال برنز شده‌است.